# Alexander-veelterm
In de knopentheorie, een deelgebied van de topologie, is de Alexander-veelterm een knoopinvariant die aan ieder knooptype een polynoom met gehele coëfficiënten toekent. James Alexander ontdekte in 1923 de eerste knoopveelterm. 

## Verwijzingen
- (en)  Transactions of the American Mathematical Society, J.W. Alexander, "Topological invariants of knots and links", 1928. 30, nr. 2, 275--306.